# Echiniscus menzeli
Echiniscus menzeli är en djurart som tillhör fylumet trögkrypare, och som beskrevs av Heinis 1917. Echiniscus menzeli ingår i släktet Echiniscus och familjen Echiniscidae. Inga underarter finns listade i Catalogue of Life.